# Bismarckturm (Wiehl)
Der Bismarckturm in Wiehl ist ein zu Ehren des ehemaligen deutschen Reichskanzlers von 1871–1890, Fürst Otto von Bismarck errichtetes Bismarck-Denkmal.

## Geografische Lage
Der Wiehler Bismarckturm ist eine Landmarke auf der Engelhardt und befindet sich im Ortsteil Dörnen am Ortsausgang Wiehl Richtung Marienberghausen, auf dem Hang oberhalb der L 350 auf 242 m ü. NN. Nördlich befindet sich Dieringhausen, südlich Nümbrecht.

## Geschichte
In Wiehl wurde 1907 über den Bau eines Nationaldenkmals nachgedacht. Es bildete sich ein Bismarckturm-Bau-Komitee unter Vorsitz des Kaufmanns Eugen Rothstein, das am 7. Oktober 1908 beim Kreisbaumeister in Gummersbach den Bauantrag für den Turm einreichte und bereits am 27. Oktober das Werk begann. Für den Bau der nationalen Gedenkstätte als Aussichtsturm mit Feuerschale aus Schmiedeeisen wurden allein von Bürgern der Stadt Wiehl innerhalb kürzester Zeit Spenden in Höhe von 60.000 Goldmark gesammelt.
Der Entwurf des Gummersbach-Rebbelrother Architekten Otto Bubenzer wurde ausgewählt, die Bauarbeit wurde von den Moniermeistern Dabringhausen und Becker ausgeführt. Als Baumaterial diente bergische Grauwacke das Baumaterial wurde von der bergisch-märkischen Steinindustrie in Köln gratis zur Verfügung gestellt.
Die Grundsteinlegung erfolgte am 30. Juli 1908, die Einweihung des Turmes fand am 20. Juni 1909 statt. Erstmals wurde das Feuer in der Schale im Turmkopf entzündet.

## Beschreibung des Turmes
Der Aussichtsturm hat einen regelmäßigen sechseckigen Grundriss und war ursprünglich 15,6 m hoch. Als Baumaterial wurde bergische Grauwacke verwendet. Der Schlussstein des Turmes mit Bismarck-Wappen, direkt oberhalb der Eingangstür, wurde von Steinhauer Julius Schenk aus einem Stück gefertigt.
Ursprünglich führte eine Eichenholz -Wendeltreppe zur Aussichtsplattform. Diese wurde im Jahr 1949 durch eine Beton- und Metalltreppe (oben) mit insgesamt 71 Stufen ersetzt. Auf dieser Plattform war eine schmiedeeiserne Feuerpfanne mit einem Durchmesser von 1,80 m angebracht, die ausschließlich mit Holzscheiten befeuert wurde.
In den Jahren 1947 und 1975 erfolgten notwendige Sanierungsmaßnahmen. Die Feuerschale wurde wieder entfernt und es wurde eine zwölfeckige Aussichtsplattform aufgemauert. Dadurch erhöhte sich der Turm auf 16,80 m.
Die Wiedereröffnung fand am 10. April 1976 statt. Im Jahre 2002 wurde die Außenfassade durch einen Dachdeckermeister (Enkel des Erbauers) umfassend erneuert.
Für 42.000 Euro wurde 2005 eine Grundsanierung durchgeführt und eine neue Stahltreppe eingebaut.

## Sonstiges
Der Bismarckturm befindet sich im Eigentum des Wiehler Heimatvereins. Eine Innenbesichtigung und Turmbesteigung ist zu bestimmten Zeiten möglich. Jährlich findet das traditionelle Wiehler Heimatfest auf dem 4500 m² großen Gelände rund um den Turm statt.